# Plansee (sjö i Österrike)
Plansee är en sjö i Österrike.   Den ligger i förbundslandet Tyrolen, i den västra delen av landet, 400 km väster om huvudstaden Wien. Plansee ligger 972 meter över havet. Arean är 2,9 kvadratkilometer. Den sträcker sig 2,7 kilometer i nord-sydlig riktning, och 4,8 kilometer i öst-västlig riktning.